# V2.0
Albums de GoGo Penguin
Fanfares
(2012) Man Made Object
(2016)
v2.0 est le deuxième album du trio de jazz britannique GoGo Penguin publié le 17 mars 2014 sur le label Gondwana Records.

## Historique
Ce deuxième album du trio mancunien est marqué par le départ de Rob Turner à la contrebasse et son remplacement par Nick Blacka. L'album, proche des sonorités du nu jazz et remarqué par la critique, a été retenu dans la sélection du Mercury Music Prize,.

## Liste des titres de l'album
1. Murmuration – 4 min 12 s
2. Garden Dog Barbecue – 3 min 44 s
3. Kamaloka – 5 min 20 s
4. Fort – 3 min 17 s
5. One Percent – 5 min 35 s
6. Home – 5 min 21 s
7. The Letter – 6 min 14 s
8. To Drown in You – 6 min 28 s
9. Shock and Awe – 3 min 13 s
10. Hopopono – 3 min 54 s

Titres supplémentaires en édition « spéciale »
1. Break – 4 min 20 s
2. In Amber – 5 min 45 s
3. Wash – 3 min 33 s

## Musiciens
- Chris Illingworth : piano
- Nick Blacka : contrebasse
- Rob Turner : batterie